# Aechmea huebneri
Aechmea huebneri är en gräsväxtart som beskrevs av Hermann August Theodor Harms. Aechmea huebneri ingår i släktet Aechmea och familjen Bromeliaceae. Inga underarter finns listade i Catalogue of Life.